# Rebelde Way
Rebelde Way è una serie argentina creata, prodotta e diretta (insieme a Marin Mariani) da Cris Morena, andata in onda a partire dal 2002 e conclusasi nel 2003. Divisa in due stagioni per un totale di 318 episodi.
La serie ebbe un notevole successo in tutto il mondo e per questo ha avuto vari remake, che ha avuto poi un sequel omonimo prodotto da Netflix.

## Trama
La serie ruota attorno alla vita di quattro ragazzi: Manuel, Mia, Marizza e Pablo.
I quattro ragazzi studiano all’Elite Way School, una prestigiosissima scuola di Buenos Aires, che ospita alcuni dei ragazzi più ricchi del paese ma anche studenti meno facoltosi che ci sono arrivati grazie a una borsa di studio. Tra questi c’è Manuel, un ragazzo messicano, che ha deciso di trasferirsi in Argentina e iscriversi all’Elite Way per vendicarsi di un uomo che ritiene colpevole del suicidio di suo padre, l’uomo è Franco Colucci ed è il padre di Mia, la ragazza più popolare della scuola e che si innamora di Manuel ignorando il vero scopo del ragazzo, ovvero usarla per arrivare al padre. Manuel arriva alla scuola grazie a una borsa di studio, e per questo verrà preso di mira dalla Loggia, un’associazione segreta che ripudia i borsisti e cerca di rendergli la vita impossibile affinché lascino la scuola. Oltre a Manuel fa il suo ingresso nella scuola Marizza, costretta dal padre a frequentare l’Elite Way. La ragazza, di spirito ribelle e anticonformista, farà molta fatica ad adattarsi alle regole del luogo e anche ad alcune prepotenze dei suoi compagni, soprattutto quelle di Pablo con cui inizierà un rapporto di odio e amore. Pablo è il figlio del sindaco, sommerso dalle aspettative di suo padre, all’apparenza superficiale e arrogante ma costretto a reprimere i suoi desideri per volontà della famiglia. I quattro ragazzi sono completamente diversi tra loro, sia per quanto riguarda il carattere che per la vita che conducono, ma sono tutti accomunati da un unico desiderio: ribellarsi alle regole che gli impongono, dalla famiglia alla scuola. Avendo tutti la passione per la musica i quattro decidono, in grande segreto, di formare un gruppo musicale - gli Erreway - che presto diventa un simbolo di ribellione per tutti i loro compagni e coetanei.

## Episodi
In Italia la prima stagione divisa in 2 stagioni, mentre la seconda in 3 stagioni con un totale di 5 stagioni in Italia.
| Stagione         | Puntate | Prima TV originale | Prima TV Italia |
| ---------------- | ------- | ------------------ | --------------- |
| Prima stagione   | 139     | 2002               | 2003-2013       |
| Seconda stagione | 179     | 2003               | 2003-2013       |

### Trasmissione italiana
Il primo episodio della telenovela è stato trasmesso per la prima volta da Canale Italia e Fox Kids nel 2003, con un doppiaggio differente da quello definitivo. Il 22 maggio 2011 la trasmissione è ricominciata su Rai 2 dal primo episodio in puntate da 25 minuti (quindi una puntata originale veniva trasmessa in due episodi), la trasmissione venne in seguito sospesa. Nel settembre dello stesso anno la trasmissione viene ripresa sul canale tematico per ragazzi Rai Gulp, questa volta rispettando la durata originale degli episodi.
Rispetto all'originale e ad altre trasmissioni estere, la prima stagione della serie, in Italia, è stata divisa in tre stagioni. La prima va dal primo episodio al 65, la seconda fino al 131 e la terza fino al 139.
Anche la seconda stagione in Italia è divisa in più parti, la prima va dal primo episodio al 55 ed è stata trasmessa per la prima volta nella primavera del 2013. Le trasmissioni sono poi riprese dall'episodio 56 a partire dal 3 novembre 2013.. La programmazione italiana prevede inoltre che le puntate che vanno da 56 a 120 formano la 4ª stagione. Infine, dall'episodio 121 all'episodio 179, formano la quinta stagione.
È stato trasmesso anche uno speciale il 18 aprile 2013: un loro concerto del 2003.

## Personaggi e interpreti
- Pablo Bustamante, interpretato da Benjamín Rojas:
È uno dei protagonisti della serie, egoista e viziato è abituato ad avere tutto ciò che vuole, si innamora profondamente di Marizza che lo cambierà molto. È il ragazzo più popolare della scuola, forse anche perché è figlio del Sindaco di Buenos Aires, Sergio Bustamante e di Mora Bustamante. Ama cantare e suonare la chitarra, nonostante più volte il padre glielo impedisca. I suoi migliori amici sono: Tòmas Ezcurra e Guido Lassen.
- Marizza Pia Spìrito, interpretata da Camila Bordonaba:
È una dei protagonisti della serie. Ribelle e testarda lotta sempre per i suoi ideali, odia le ingiustizie e non si lascia mettere i piedi in testa da nessuno. È innamorata di Pablo Bustamante, anche se è troppo orgogliosa per confessarlo ma inizialmente non lo sopportava. All'inizio non sopporta Mia Colucci ma, con il tempo, diverranno amiche, specialmente quando diventeranno sorellastre. È figlia della soubrette Sonia Rey e Fabrizio Spirito, con cui ha un pessimo rapporto e che vede raramente, ma poi scopre che il suo vero padre è il professore Martin Andrade. Le sue migliori amiche sono Lujan Linares, Luna Fernandez e dalla seconda stagione Laura Arregui.
- Mia Colucci, interpretata da Luisana Lopilato:
È una delle protagoniste della serie. È la ragazza più bella e popolare della scuola, apparentemente superficiale e capricciosa è in realtà buona e gentile e pensa sempre alle persone a cui vuole bene prima di se stessa. È innamorata di Manuel, con cui però non fa altro che litigare, alla fine si fidanzeranno e trascorreranno le vacanze estive insieme. Figlia di Franco Colucci e di Marina Caceres che sembra essere morta in auto ai confini col Cile, ma poi si scopre che era stato solo un imbroglio poiché la madre non voleva Mia. Lei trascorre la maggior parte del suo tempo con le sue migliori amiche, ovvero Felicitas Mitre (chiamata Feli), Victoria Paz (chiamata Vico) e Luna Fernandez, mentre inizialmente non sopporta Marizza, nella seconda stagione diventeranno amiche e sorellastre.
- Manuel Aguirre, interpretato da Felipe Colombo:
È uno dei protagonisti della serie. Intelligente, affascinante e testardo non si ferma davanti a niente e non sopporta le ingiustizie, è un ribelle sempre pronto a tutto ma a volte agisce senza pensare. Di famiglia povera, il messicano deciderà di trasferirsi a Buenos Aires per rivendicare la morte del padre, apparentemente causata da Franco Colucci, il padre di Mia da cui poi saprà che è innocente. Cerca di odiare Mia per quello che il padre di lei aveva fatto al suo ma si innamora di lei e successivamente si fidanzano. I suoi migliori amici sono: Marcos, Nicolas "Nico" (partito per San Luis con la sua neo-moglie, Luna alla fine della prima stagione) e dalla seconda serie Francisco Blanco.

### Doppiatori
Durante il doppiaggio della serie in italiano, i doppiatori sono stati cambiati varie volte.
Il primo doppiaggio è riferito al solo primo episodio doppiato nel 2003, il secondo è avvenuto dal primo episodio al 66 e invece il terzo per i restanti episodi. Il cambio dal secondo al terzo è avvenuto a causa della RAI che ha deciso di modificare il cast di doppiaggio della serie. Il quarto ed ultimo è in onda da novembre 2013.
| Interprete           | Primo doppiatore italiano | Secondo doppiatore italiano | Terzo doppiatore italiano | Quarto doppiatore italiano |
| -------------------- | ------------------------- | --------------------------- | ------------------------- | -------------------------- |
| Benjamín Rojas       | Francesco Pezzulli        | Renato Novara               | Alessio Nissolino         | Alessio Nissolino          |
| Camila Bordonaba     |                           | Gea Riva                    | Perla Liberatori          | Perla Liberatori           |
| Felipe Colombo       | Simone Crisari            | Paolo De Santis             | Daniele Raffaeli          | Matteo Liofredi            |
| Luisana Lopilato     | Giorgia Locuratolo        | Francesca Bielli            | Gloria Di Maria           | Simona Chirizzi            |
| Catherine Fulop      | Emanuela Rossi            | Mavi Felli                  | Maura Ragazzoni           | Emanuela Amato             |
| Martin Seefeld       |                           | Alessandro Maria D'Errico   | Pierluigi Astore          | Pierluigi Astore           |
| Arturo Bonin         |                           | Oliviero Corbetta           | Marco Mori                | Mino Caprio                |
| Ángeles Balbiani     |                           | Benedetta Ponticelli        | Ilaria Egitto             | Maia Orienti               |
| Jazmín Beccar Varela |                           | Monica Bonetto              | Giorgia Brugnoli          | Domitilla D'Amico          |
| Georgina Mollo       |                           | Ludovica De Caro            | Roberta De Roberto        | personaggio assente        |
| Boy Olmi             |                           | Luca Semeraro               | Sergio Luzi               | Elio Marconato             |
| Diego Garcia         |                           | Federico Zanandrea          | Federico Di Pofi          | Federico Di Pofi           |
| Guillermo Santa Cruz |                           | Gabriele Marchingiglio      | Mattia Nissolino          | personaggio assente        |
| Jorge Maggio         | Stefano Crescentini       | Massimo Di Benedetto        | Gianluca Crisafi          | Gianluca Crisafi           |
| Maria Roji           | Francesca Guadagno        | Donatella Fanfani           | Deborah Ciccorelli        | Deborah Ciccorelli         |
| Diego Mesaglio       |                           | Maurizio Merluzzo           | Emanuele Ruzza            | Emanuele Ruzza             |
| Micaela Vazquez      |                           | Giuliana Atepi              | Laura Amadei              | Laura Amadei               |
| Diego Child          |                           | Simone Lupinacci            |                           | Emanuele Perugini          |

## Produzione
La serie venne annunciata nell'aprile del 2002, tramite un articolo del quotidiano Clarín in cui si annunciava che a metà maggio sarebbe stata trasmessa la serie su Azul TV.
Le riprese della prima stagione iniziarono nei primi mesi del 2002 per concludersi al termine dello stesso anno. La seconda stagione fu invece girata a partire da gennaio 2003.
Rebelde Way è stato scenario dell'ultima apparizione televisiva dell'attore Rubén Green che interpretava Mauricio.

### Luoghi di riprese
La serie è stata girata interamente in Argentina, precisamente a Buenos Aires e Belgrano negli studi Mayor, sito nel barrio di Palermo. La sigla è stata girata a San Isidro. Per la prima stagione, le scene all'esterno sono state girate a Mar del Plata ai primi di maggio, quelle all'esterno in seguito. Le riprese avvenivano non prima di mezzogiorno a causa dei reali impegni scolastici degli attori.

### Casting
Gli attori principali: Luisana Lopilato, Benjamin Rojas, Camila Bordonaba e Felipe Colombo, che provengono dalla serie Chiquititas, sempre di Cris Morena, e vennero prescelti dalla stessa ideatrice. Per scegliere alcune comparse si sono svolti alcuni concorsi. Ogni mese 10 dei selezionati venivano scelti per essere incorporati nella serie, dopo aver frequentato una scuola di canto e ballo.
Alla modella Carolina Ardohain fu chiesto di partecipare alla telenovela e lei accettò, in ruolo minore, nella prima stagione.
Nel gennaio del 2003 viene confermata la partecipazione di Miguel Ángel Cherutti alla seconda stagione della serie, nel ruolo di un amico di Franco Colucci. Un'altra parte era stata proposta anche a Christian Sancho, che accettò il ruolo di un professore della scuola..

### Ascolti
In patria, ha raggiunto uno share medio tra il 14% e il 28%, diventando uno dei programmi con maggior rating e quello più visto del canale in cui è stato trasmesso. Il primo episodio della seconda stagione ha raggiunto un punteggio di 15.5, superato solamente da Telenoche che ha raggiunto 21.7 In seguito, il programma ha cambiato canale, passando da Azul Televisión a America TV, e nelle sue prime puntate non ha raggiunto gli ascolti previsti dal canale: ottenendo il 9,9% (il programma più visto del giorno), ma non accontentando la dirigenza del canale..
La serie ha raggiunto un buon successo a livello internazionale, in particolare in Italia ha avuto un grande successo di ascolti.
Anche le versioni locali hanno raggiunto un buon punteggio di rating: la versione messicana, per esempio, ha raggiunto quota 22,8% solo in Messico.

## Eventi
La prima presentazione della serie è avvenuta al Shopping Abast di Buenos Aires a cui 5000 persone arrivate al centro commerciale non hanno potuto assistere a causa di troppo affollamento. Era previsto anche lo show dedicato alla serie, con protagonisti gli stessi attori, del cast giovanile, dal 14 settembre 2002 con 14 date al Teatro Gran Rex ma poi fu spostato al 20 settembre dello stesso anno con repliche il 21 e il 22 dello stesso mese per un totale di 14 rappresentazioni in Argentina e 20 in Israele. In seguito ci furono altre manifestazioni, fino al 2003, quando il gruppo incominciò a svolgere concerti singolarmente e senza il cast. Gli spettacoli sono stati realizzati in Argentina, Ecuador, Spagna, Israele, Perù, Paraguay, Repubblica Dominicana, Uruguay e Stati Uniti con più di 400.000 spettatori.
In Argentina si presentarono a Mendoza, San Juan, Tucumán, Jujuy, Salta, Bariloche, Neuquén, Junín, La Plata e Santa Fe.
| Data              | Stato     | Città        | Teatro          |
| ----------------- | --------- | ------------ | --------------- |
| 11 settembre 2002 | Argentina | Buenos Aires | Shopping Abasto |
| 14 settembre 2002 | Argentina | Buenos Aires | MuchMusic       |
| 20 settembre 2002 | Argentina | Buenos Aires | Teatro Gran Rex |
| 21 settembre 2002 | Argentina | Buenos Aires | Teatro Gran Rex |
| 22 settembre 2002 | Argentina | Buenos Aires | Teatro Gran Rex |
| 12 settembre 2003 | Argentina | Buenos Aires | Teatro Gran Rex |
| 13 settembre 2003 | Argentina | Buenos Aires | Teatro Gran Rex |
| 27 settembre 2003 | Argentina | Buenos Aires | Teatro Gran Rex |
| 28 settembre 2003 | Argentina | Buenos Aires | Teatro Gran Rex |

## Media

### Edizioni in DVD
La serie è stata messa in commercio tramite i DVD degli episodi della serie.
In Spagna, la serie è stata divulgata in DVD a partire dal 2006 dalla Planeta Junior, la compagnia che controlla i diritti della telenovela, divisa in 11 volumi: il primo disco con 5 episodi, i restanti con 3. Tutti sono in digipak con audio Dolby Digital. Era presente sul mercato anche un'edizione speciale in cui era possibile acquistare un cofanetto contenenti i primi 43 episodi e un disco con il film della serie.
Anche in Germania lo sceneggiato è stato commercializzato tramite questi canali, divisi in cofanetti da 25 episodi in 4 DVD.
Dalla serie, oltre che i DVD, sono stati anche venduti alcune musicassette contenenti alcuni brani della colonna sonora della serie.

### Musica
La sigla d'apertura nella prima stagione si chiama "Rebelde Way" e invece nella seconda è Tiempo ma dalla puntata 55 ''Para Cosas Buenas'' Invece dalla Puntata 81 ci sarò sempre Para Cosas Buena ma con una coreografia diversa; la sigla di chiusura è Resistire solo nella prima stagione nella seconda Vas a Salvarte. Tutti gli album, i singoli e i videoclip sono firmati a nome del gruppo musicale Erreway, formatosi durante le riprese della serie.
| Anno | Dettagli Album                                                                                         | Massima Posizione | Massima Posizione | Massima Posizione | Certificazioni   |
| Anno | Dettagli Album                                                                                         | ARG               | ISR               | ESP               | Certificazioni   |
| ---- | --- | ----------------- | ----------------- | ----------------- | ---------------- |
| 2002 | Señales - Pubblicazione: 29 luglio 2002 - Etichetta: Sony, Cris Morena - Formato: CD                   | 1                 | 1                 | 41                | - ARG:2× Platino |
| 2003 | Tiempo - Pubblicazione: 15 aprile 2003 - Etichetta: Sony, Cris Morena - Formato: CD                    | 1                 | 1                 | 38                | - ARG: Platino   |
| 2006 | El disco de Rebelde Way - Pubblicazione: 10 ottobre 2006 - Etichetta: Warner Music Group - Formati: CD |                   |                   | 1                 | Oro              |

Il primo disco è risultato tra i più venduti del 2002 in Argentina, con più di 100 000 copie vendute solo in quel paese. Gli stessi numeri si sono verificati in Israele. Il secondo album, a sole poche settimane dall'uscita, ha venduto 40 000 copie.
Oltre a questi album sono stati pubblicati anche di altri ma riguardanti il film oppure il gruppo stesso.

### Rivista
Nel maggio 2002 la produttrice della serie ha annunciato la possibilità di mettere sul mercato una rivista. Questa fu poi messa in commercio dal novembre dello stesso anno per l'Editorial Atlántida, con una tiratura mensile di circa 40 000 copie. Era acquistabile fino al giugno del 2004. Era anche disponibile in Spagna nel 2006 in allegato con il periodico Superpop per l'editrice Planeta Junior. Anche in Israele fu venduta dal 2003. Con la nascita di essa, Cris Morena, per la prima volta, crea una rivista dedicata ad una sua serie.
Fu l'unica rivista dedicata agli adolescenti di ambo i sessi nel mercato argentino. Conteneva interviste a artisti nazionali e internazionali e altri contenuti riguardanti la fascia d'età della crescita con informazioni riguardanti la serie.
Negli anni, ha venduto quota 780 000 copie solamente in Argentina.

### Altri prodotti
Sono stati anche pubblicati sul mercato argentino zaini, quaderni, penne e altri materiali. Inoltre in commercio erano disponibili agende, album di figurine, prodotti cosmetici, poster, prodotti dolciari (lecca lecca e altri), indumenti femminili, occhiali e orologi ma anche lenzuola, cuscini, bandane, magliette e segnalibri.

## Adattamenti

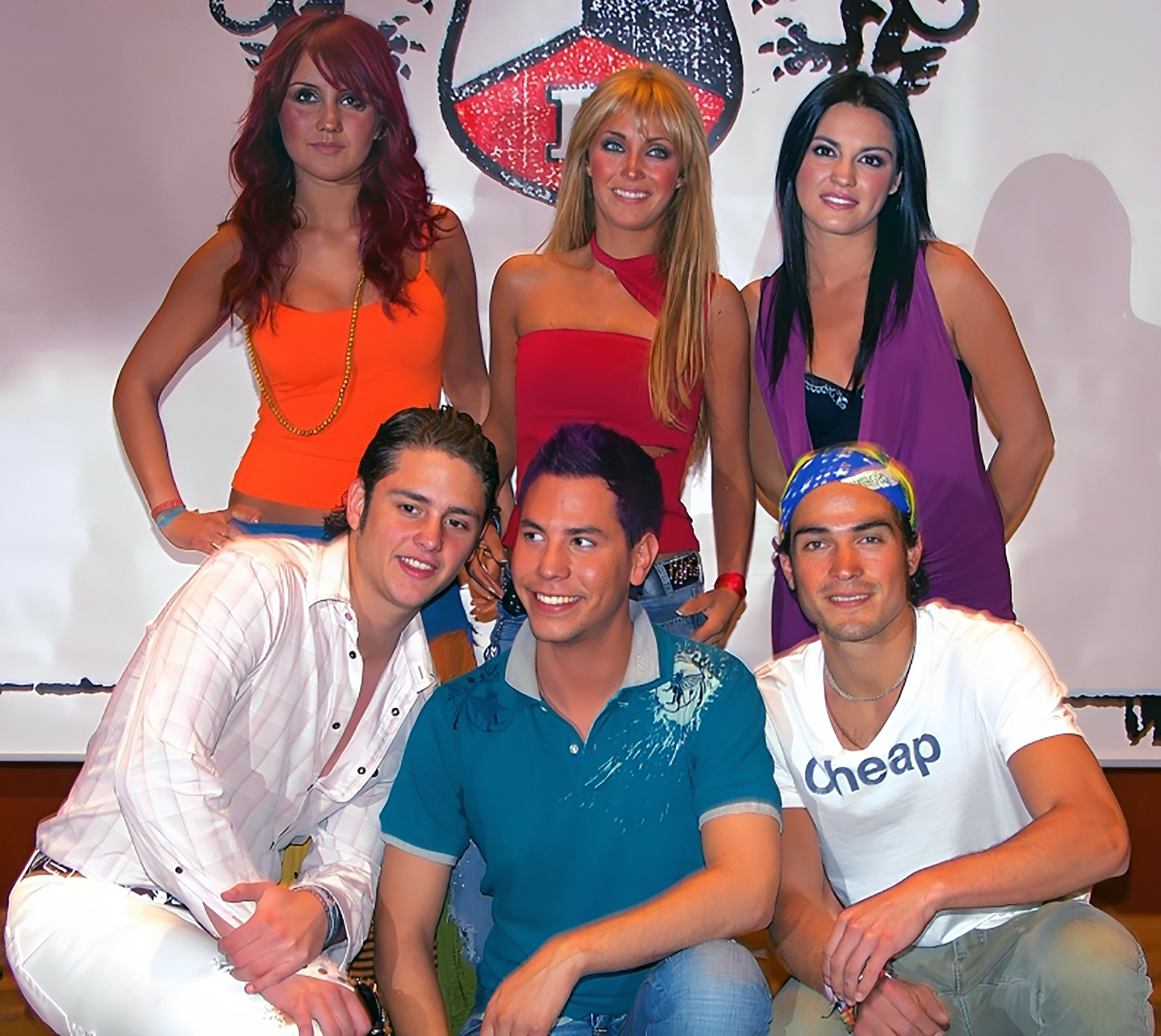
I protagonisti della serie messicana.

La serie è stata venduta in oltre 30 paesi del mondo. Dallo sceneggiato sono stati creati alcune versioni locali in altri paesi:
- Messico, con il titolo Rebelde, è stata prodotta dal 2004 al 2006 da cui è nato il gruppo RBD.[37]
- India, con il titolo Remix, è stata prodotta dal 2004 al 2006 da cui è nato il gruppo Remix Gang.
- Portogallo, con il titolo Rebelde Way, è stata prodotta dal 2008 al 2009 da cui è nato il gruppo RBL.
- Cile, con il titolo Corazón Rebelde, è stata prodotta nel 2009 da cui è nato il gruppo CRZ.
- Brasile, con il titolo Rebelde, è stata prodotta nel 2011 al 2012 da cui è nato il gruppo Rebeldes.
- Messico, con il titolo Rebelde, serie Netflix del 2022 ambientata nello stesso universo della versione messicana del 2004. Contiene canzoni dei RBD cantate dal nuovo cast.

I diritti per creare una propria versione sono stati venduti anche in Italia nel 2003 alla RAI e alcune trattative erano state avviate nel 2009 tra Mediaset e Cris Morena ma nessuno spin-off fu realizzato. Anche negli Stati Uniti nel 2009 fu annunciata la creazione di una versione ad opera di Jennifer Lopez, ma il progetto non fu portato a termine.

## Premi e riconoscimenti
- 2003 - Premio Martín Fierro[40]
  - Nomination - Miglior telenovela.
- 2003 - Premio Don Segundo Sombra
  - Vinto - Peggior attuazione alla serie.[41]
  - Nomination - Peggior attore protagonista a Felipe Colombo e Benjamín Rojas.[42]
  - Nomination - Peggior attrice protagonista a Luisana Lopilato e Catherine Fulop.[42]
- 2003 - Premio INTE
  - Vinto - Programma giovanile dell'anno[43].

## Distribuzioni internazionali
Di seguito vengono indicati i paesi e i rispettivi canali dove è stata trasmessa la telenovela.
In Romania, Russia e Israele la serie è andata in onda con i sottotitoli.
| Paese                | Canale/i                                                                      |
| -------------------- | ----------------------------------------------------------------------------- |
| Albania              | Vizion Plus                                                                   |
| Argentina            | Canal 9 (1ª e 2ª stagione), América TV (2ª stagione) Volver, Magazine, Telefe |
| Australia            |                                                                               |
| Bolivia              | Red ATB                                                                       |
| Bosnia ed Erzegovina | Pink TV                                                                       |
| Bulgaria             | TV7                                                                           |
| Cile                 | Red TV, Telecanal                                                             |
| Costa Rica           | Repretel Canal 6                                                              |
| Ecuador              | Gama TV, Canal Uno, Ecuavisa                                                  |
| Israele              | Jetix, Canal Viva                                                             |
| Italia               | Rai Due, Rai Gulp                                                             |
| Macedonia del Nord   | Pink Tv                                                                       |
| Messico              | ZAZ                                                                           |
| Montenegro           | Pink Tv, Romunijoje TVR2                                                      |
| Panama               | TVO, Tele 7                                                                   |
| Paraguay             | Sistema Nacional de Televisión                                                |
| Perù                 | Frecuencia Latina, Yups, Jetix                                                |
| Porto Rico           | LaTeleNovela Network                                                          |
| Rep. Dominicana      | Tele Antillas                                                                 |
| Romania              |                                                                               |
| Russia               | REN-TV, Teen TV                                                               |
| Spagna               | Fox Kids, Jetix, Localia, Cuatro                                              |
| Stati Uniti          | La telenovela Network                                                         |
| Uruguay              | Teledoce                                                                      |
| Venezuela            | La Tele                                                                       |

## Accoglienza
La serie, nonostante sia stata molto apprezzata dagli adolescenti, è stata criticata per i temi trattati che riguardavano la corruzione della gente di potere, la bulimia, la relazione tra padre e figli e la droga. Ciò a parte, si può notare che ha raggiunto un buon successo di ascolti nella maggior parte degli Stati in cui è andata in onda, con vendite di dischi superiore ai cinque milioni di euro in tutto il mondo e anche un buon successo nel tour svolto. L'agenzia svizzera The Wit, ha stilato una classifica delle 50 serie televisive più importanti divise per anno e nell'anno 2003, si colloca proprio la telenovela Rebelde Way poiché ha avuto un vero impatto sui telespettatori, in virtù soprattutto delle sue tematiche. 
La giornalista Doreen Carvajal del The New York Times ha analizzato il fenomeno delle telenovele nel mondo, partendo proprio da quella in questione. Infatti, afferma che "per tutti i crepacuore, le telenovela contemporanee non sono solo il prime-time fantasia ma anche un'internazionale marketing con la promessa di ricavi di vendite da dischi, concerti dal vivo, pubblicità di prodotti e merchandising che comprende anche astucci e gel per capelli".
Anche alcuni personaggi della serie furono criticati: come quello di Mia, troppo capriccioso e manipolatore, simile ad una giovane Cleopatra e quello di Marizza. Nonostante ciò, in un articolo del quotidiano Clarin dell'ottobre del 2002 il personaggio della Lopilato fu giudicato come uno che ha rinnovato la televisione argentina, insieme a Celeste Cid, Marcela Kloosterboer e seguita da Camila Bordonaba.
In Israele, la serie fu criticata perché conteneva elementi razzisti, in quanto i personaggi di Nico - di religione ebrea - e il personaggio di Luna - di religione cattolica - sono fidanzati e i genitori di lui cercano di obbligarlo a lasciarla perché non è della stessa religione. Inoltre fu analizzata negativamente per il tema delle borse di studio che venivano date solamente a chi era in una situazione economica minore rispetto a quella dei figli di un sindaco, di attrici e di imprenditori e che pagavano la retta con i propri soldi. Fu anche giudicata perché, per la fascia d'età a cui è indirizzata, i bambini e i ragazzi non riuscivano a capire le informazioni che trasmettevano.

## Spin-off
Dopo il successo della serie, è stato scelto di creare uno spin-off cinematografico. Nel novembre del 2003 iniziò il progetto, le riprese nel febbraio del 2004 con il regista Tomás Yankelevich e ha come protagonisti solamente i protagonisti: Luisana Lopilato, Camila Bordonaba, Felipe Colombo e Benjamín Rojas del gruppo Erreway. La pellicola è stata pubblicata il 1º luglio 2004 con il titolo Erreway: 4 caminos
In seguito furono pubblicati altri album, fino al 2007, quando il gruppo fu sciolto.